# Aéroport General Enrique Mosconi
Pour les articles homonymes, voir BHI.
L'aéroport General Enrique Mosconi (code IATA : CRD • code OACI : SAVC) est un aéroport situé dans le Barrio Militar-Aeropuerto à environ 11 km au nord du centre-ville de Comodoro Rivadavia, dans la province de Chubut, en Argentine,. En raison de son important trafic, il est considéré comme un aéroport pivot dans la région de la Patagonie, étant l'un des plus fréquentés. L'aéroport fait office de Centro de Control de Área (centre de contrôle régional, ACC) fournissant des services de contrôle du trafic pour la région aérienne australe (RASU), qui est centrée sur Comodoro Rivadavia et couvre le sud de Viedma et Bariloche, y compris l'Antarctique.